# Sergio Livingstone
Sergio Livingstone (Santiago del Cile, 26 marzo 1920 – Santiago del Cile, 11 settembre 2012) è stato un calciatore cileno, di ruolo portiere.
È il primatista di presenze (ex aequo con il brasiliano Zizinho e l'argentino Lionel Messi) della Copa America, con 34 partite giocate.

## Palmarès

### Club

#### Competizioni nazionali
- Campionato cileno: 2

Univ. Católica: 1949, 1954
- Campionato cileno di seconda divisione: 1

Univ. Católica: 1956